# Bitwa pod Stubicą
Bitwa pod Stubicą – starcie zbrojne, które miało miejsce w 1573 roku  w trakcie powstania chłopskiego w Chorwacji.
Dnia 29 stycznia 1573 r. w okolicach Zagrzebia, doszło do wybuchu powstania chłopskiego, na którego czele stanął Matija Gubec, okrzyknięty przez chłopów królem chłopskim. Po zajęciu Stubicy, powstańcy mianowali ją swoją stolicą. W odpowiedzi na ataki chłopów, ban Chorwacji Juraj II Drašković wysłał przeciwko nim oddział liczący 5000 jeźdźców dowodzony przez Gašpara Alapića. Pod Stubicą doszło do walki z 10 000 źle uzbrojonych chłopów. Po kilkugodzinnej bitwie chłopi zostali rozgromieni, tracąc 4000 zabitych. Matija Gubec został pojmany, a następnie stracony. Powstanie upadło.